# Benjamin Franklin Butler (juriste)
Pour les articles homonymes, voir Benjamin Franklin Butler et Butler.
Benjamin Franklin Butler, né le 17 décembre 1795 et mort le 8 novembre 1858, est un juriste ayant été procureur général des États-Unis dans l'administration Jackson et Van Buren entre 1833 et 1838. Butler a également été professeur de droit à l'université de New York.

## Biographie
Benjamin Franklin Butler est né le 17 décembre 1795 à Kinderhook dans l'État de New York. Après avoir étudié le droit sous le patronage de Martin Van Buren, il est admis au barreau en 1817 et s'associe avec Van Buren avant de devenir entre 1821 et 1824 le procureur de district du comté d'Albany. Butler s'engage par la suite dans une carrière orientée vers la politique en devenant membre de l'Assemblée de l'État de New York de 1827 à 1833 puis en occupant le poste de procureur général des États-Unis de 1833 à 1838 dans l'administration Jackson et Van Buren. C'est également durant cette période, plus précisément en 1837, que Butler a été nommé professeur de droit à l'université de New York. Après sa démission du poste de procureur général des États-Unis, il est devenu procureur fédéral du district sud de New York. Butler meurt le 8 novembre 1858 à Paris.